# Scopula pallida
Scopula pallida là một loài bướm đêm trong họ Geometridae.